# Rebeca Guber
Rebeca Guber   (Avellaneda, 2 de juliol de 1926 - Buenos Aires, 25 d'agost de 2020), també coneguda com Rebeca Cherep de Guber o simplement Rebe pels amics i familiars, va ser una matemàtica argentina.

## Vida i obra
Rebeca Cherep (nom de soltera) va ser filla d'immigrants russos jueus pobres, que havien arribat a l'Argentina a començaments del segle XX i que van veure que estudiar era l'única forma de sortir de la pobresa. La xicota va estudiar força, coincidint a l'institut amb Cecilia Berdichevski, amb qui va mantenir una amistat duradora. Va ingressar a la universitat nacional de La Plata en la qual es va doctorar en matemàtiques el 1949, amb una tesi de geometria dirigida per Lluís Santaló. Com que no combregava amb el peronisme no va aconseguir cap plaça acadèmica i es va dedicar a donar classes particulars a estudiants d'enginyeria, a partir de les quals va escriure, conjuntament amb Manuel Sadosky un popular manual d'anàlisi matemàtica. El 1951 es va casar amb l'enginyer José Guber, co-propietari d'una indústria de recanvis d'automòbil i que gaudia d'una bona posició econòmica.
Despés de la caiguda del peronisme el 1955, les universitats van recuperar la seva autonomia i ella va poder començar a donar classes a la universitat de Buenos Aires, com ajudant de Sadosky. Quan la universitat va crear l'Institut de Càlcul, Sadosky, que n'era el director, la va cridar com a cap d'operacions. El cop d'estat de 1966 del general Juan Carlos Onganía va fer que ambdós fossin expulsats de la universitat i, aleshores, van fundar, amb altres socis, la primera empresa de software argentina, Asesores Científico Técnicos, SA. El 1970 es van vendre l'empresa i ella va passar a ser assessora d'una organització empresarial argentina, fins que el cop d'estat del general Videla el 1976 la va obligar a exilar-se a Venezuela.
Va retornar al seu país el 1983 amb el triomf electoral de Raúl Alfonsín, qui va designar Secretari d'Estat de Ciència i Tecnologia Manuel Sadosky qui, al seu torn, no va dubtar a cridar Rebeca Guber al seu costat. Des del seu càrrec va dirigir importants projectes com les creacions de l'Institut Tecnològic de Chascomús i de l'Escola Iberoamericana d'Informàtica. Al tornar el peronisme al govern amb el president Carlos Menem el 1989, va perdre el seu càrrec i, des de llavors, va ser assessora de diferents organismes governamentals o provincials o d'institucions privades fins que es va retirar.
Va morir, víctima del COVID-19, a Buenos Aires el 25 d'agost del 2020.